# Triphosa cinereata
Triphosa cinereata är en fjärilsart som beskrevs av Stephens 1831. Triphosa cinereata ingår i släktet Triphosa och familjen mätare. Inga underarter finns listade i Catalogue of Life.